# ELDEN RING
『ELDEN RING』（エルデンリング）は、フロム・ソフトウェアが開発し、2022年2月25日に発売されたオープンワールドのアクションRPG

。販売はグローバルではバンダイナムコエンターテインメントが担当し、日本のみフロム・ソフトウェアの自社パブリッシング。
キャッチコピーは「王となれ」。対応プラットフォームはPlayStation 4・PlayStation 5・Xbox One・Xbox Series X/S・Windows（Steam）・Nintendo Switch 2 。
協力マルチプレイに特化したスピンオフ作品『ELDEN RING NIGHTREIGN』が2025年5月30日にリリースされた。

## 概要
本作の開発はE3 2019のXbox E3 2019ブリーフィングにて発表された。
ディレクターは『DARK SOULS』や『SEKIRO: SHADOWS DIE TWICE』等を制作した宮崎英高が務め、世界観の構築には『氷と炎の歌』等の作者であるジョージ・R・R・マーティンが参加している。
本作は『DARK SOULS』シリーズの王道進化を目標とした完全新規のタイトルとして開発がスタートした。そのため歯ごたえのあるゲーム性や立体的かつ複雑なダンジョンといった要素を引き継ぎつつも、各ダンジョンをつなげるシームレスなオープンフィールド、しゃがみ歩きによるステルス、ジャンプ、騎乗動物を使用した移動、攻略性に影響を与える時間や天候の変化等の新たな要素が取り入れられている。ゲーム全体の規模としてはフロム・ソフトウェア史上最大の作品である。
2024年6月21日には、本作のDLCである『SHADOW OF THE ERDTREE』が配信された。

## プロット

### 設定・前史
本作の舞台となるのは、中心に「黄金樹」と呼ばれる巨大な木がある「狭間の地」と呼ばれる大地である。この土地は、大いなる意志によってこの世界を縛る律（ルール）である「エルデンリング」を身に宿した女神「永遠の女王」ことマリカによって治められていた。彼女は人の英雄ゴッドフレイや、赤髪の英雄ラダゴンとの間に子を成し、その半神半人の子や、縁戚となったカーリア王家の者は不死の存在で「デミゴッド」と呼ばれ、この地を統治するようになる。
ある時、デミゴッドにすら死を与える「死のルーン」が何者かに盗まれ、デミゴッドの長兄ゴッドウィンが暗殺されると共に、エルデンリングが砕かれるという「陰謀の夜」と呼ばれる事件が起きる。この一件でマリカは黄金樹の中に閉じこもり、一方でエルデンリングの欠片（大ルーン）を手にしたデミゴッドたちは、強大な力に溺れて、破砕戦争と呼ばれる戦乱を引き起こした。破砕戦争は狭間の地を荒廃させただけで、勝者なく終結する。
大いなる意志はデミゴッドたちを見捨てる。そして黄金の祝福を失って「狭間の地」から追放された「褪せ人」と呼ばれる者たちに祝福を与え、エルデンリングを修復し、新たな王（エルデの王）となることを望む。

### 本編
プレイヤーは、大いなる意志の祝福によって「狭間の地」にやってきた褪せ人の一人を操作する。本来、褪せ人には大いなる意志の導きを伝える「指の巫女」が随伴するが、主人公は冒頭でこれを殺されている上、自身も重傷を追う。謎の少女メリナに助けられ、彼女が指の巫女になる代わりに黄金樹に連れていくという契約を結ぶ。間もなく、プレイヤーは、勇名を馳せる褪せ人たちが集まる異空間「円卓」に招かれ、そこで各地にいるデミゴットたちが持つエルデンリングの破片「大ルーン」を集めることを提案される（ゲームクリアのために大ルーンをすべて集める必要はない）。
やがてプレイヤーは黄金樹の麓にある王都ローデイルに辿り着き、同地を治めるデミゴッドの一人、モーゴットを倒す。しかし、入ることを拒む枝によって黄金樹の中には入れず、エルデンリングを修復することはできない。そこで主人公はメリナの助言に従い、黄金樹を焼くことができる火がある巨人たちの山嶺に向かう。人の立ち入りが禁じられた禁域を抜け、山嶺の頂上にある火の釜に辿り着くと、メリナは、釜の火を自身を媒介にすることで黄金樹を焼く。また、プレイヤーはファルムアズラと呼ばれる場所に飛ばされ、かつて死のルーンを守っていた黒き剣のマリケスを倒して、焼けた黄金樹によって灰の都となったローデイルに戻る。
ここまでの物語でプレイヤーの目的は神殺し（マリカを殺すこと）を成し遂げエルデンリングを修復することになっているが、円卓のリーダーであった百智卿ギデオンや、大いなる意志によって帰還したゴッドフレイの妨害を受ける。彼らを倒し、黄金樹の内部に入ると、マリカではなく、ラダゴンが待ち受けている。ラダゴンを倒すと、彼の中から、かつて大いなる意志が「狭間の地」に送ったというエルデの獣が現れ、これを倒すとエンディングとなる。このエンディングは、エルデンリングを修復するか、または月の王女ラニの伴侶になるか、もしくは世界を滅ぼす狂い火の王になるかの大まかに3つの結末に分岐し、プレイヤーの選択に委ねられる。

### DLC
プレイヤーはある条件を満たすと「黄金樹の影に隠された地」と呼ばれる「影の地」という新しく追加されたエリアに向かうことができるようになる。本作ではデミゴットの一人で、本編ではほぼ謎の存在であったミケラの足跡を追う形の物語が展開される。「影の地」は串刺し公メスメルによって支配されており、角人と呼ばれる種族が虐げられている土地である。
プレイヤーはミケラに仕える針の騎士レダから、その同志としてミケラの行方を追うことになる。ミケラの目的は不明だが、道中では身体や意思を次々と捨てて痕跡を残している。一方、レダの同志たちは様々な種族や出身、性格の者たちであり、ミケラの能力である極めて強力な「魅了」の力によって彼を慕っており、ひとつにまとまっている。時に同志たちと協力しながら、プレイヤーは待ち構えるボスたちを倒していく。
中盤においてミケラの大ルーンが壊れ、「魅了」の力が失われる。同志の中にはミケラに疑念を抱くようになる者が現れ、他方でレダは元来の猜疑心の強さで粛清を行うようになり、プレイヤーに協力するかの選択を迫る。一方、冒険の中でプレイヤーはミケラを倒す必要が生じ、終盤ではこれを阻もうとするレダらだと戦い、これを殲滅する。
最終的にミケラの目的が、黄金律を捨てて新しい律を得るために、新たな神になろうとしていることがわかる。そのためにミケラは、かつての母マリカが神になった儀式の再現として、約束の王としてモーグの遺体を依代にラダーンを蘇らせようとしていることがわかる。最終的にプレイヤーは蘇ったラダーンを倒し、ミケラの計画を挫く。

## システム

### オープンワールドのマップ
今作は過去作の『DARK SOULS』シリーズと違い、フィールド同士をシームレスに移動できるオープンワールド方式が採用されており、プレイヤーは非常に広大な狭間の地を探索していくことになる。フィールドにいる様々な敵との遭遇や、それぞれの思惑を持つ登場人物たちとの出会い、フィールドからシームレスに繋がる洞窟や地下墓のようなダンジョン、巨大で、複雑かつ立体的なレガシーダンジョンが各地に存在している。また各地の祝福（チェックポイントのような場所）を選択することで瞬時に移動できるファストトラベルも可能となっている。ただし戦闘中にはマップを開くことはできない。

### マップの追加
従来の『DARK SOULS』シリーズと比較するとフィールドが広大であるため、本作ではマップ（地図）の閲覧が可能になった。自身の現在地や周辺の地形の把握だけでなく、光柱やマーカーを設置することで、地図のカスタマイズができる。地図の拡張は狭間の地の各地に落ちている「地図断片」を手に入れることで行う。ver.1.03のアップデートにおいて、一度遭遇したNPCの名前と位置がマップに表示されるようになった。

### 祝福
過去作の『DARK SOULS』シリーズにおける篝火。武器の収納、聖杯瓶の管理などができるチェックポイント。まだ触れていない祝福は、「導き」と呼ばれる光を放っており、また「導き」は、次に進むべき方向を指す。

### 聖杯瓶
過去作の『DARK SOULS』シリーズ同様の回復手段。祝福で休憩することで補充できる。「黄金の種子」によって使用回数を増やし、「聖杯の雫」によって回復量を強化する。使用回数が決まっており、最大14回まで増やす事が出来る。またHP回復用の「緋雫の聖杯瓶」とFP回復用の「青雫の聖杯瓶」の2種類に回数を振り分ける。また祝福で休まない限り一度しか使えない「霊薬の聖杯瓶」というものもあり、そちらはアイテムで効果を追加できる。

### 武器
攻撃用装備品。種類を問わず、左右どちらの手にも装備できる。ただし、必要ステータス値が設定されており、それに達していないと本来の性能を発揮しない。（使用はできる）スロットにセットしてある装備は簡易に切り替え可能。両手持ち状態にすることで、攻撃威力が上昇する。また、同種武器を左右に持ち、左手攻撃を出すことで「二刀流モーション」が発生する。馬上では右手攻撃しかできない。

### 盾
左手に装備、構え中ガードができる。敵の各種攻撃属性に対しカット率が設定されており、率100％であれば正面からの攻撃を、ダメージ無しで受け止めることが可能。ただし敵攻撃威力によりスタミナ消費が発生、残存値を上回る攻撃を受けると体勢を大きく崩されてしまう。「盾強度」が高いほど、スタミナ消費は少なく済む。
大・中・小の大きさがあり、強度や重量、パリィ難易度に影響する。右手に装備でバッシュ系の攻撃を行う。

### 霊馬トレント
プレイヤーと共に広大なフィールドを駆ける角の生えた馬。ゲーム内ではメリナと出会い、彼女から譲り受けることで使用可能になる。アイテム「霊馬の指笛」を使用することで呼び出すことができ、走行速度が高く、2段ジャンプも可能と運動性能に優れ、プレイヤーの探索を助ける存在になっている。霊気流と呼ばれる、風がたまっている場所では大ジャンプ及びノーダメージの着地が可能。トレントにもHPが設定されており、敵の攻撃などで消耗し、死亡してしまう。死亡したトレントは、聖杯瓶によって復活させることができる。

### アイテム製作
フィールドの各所で拾える素材アイテムを組み合わせることで、火炎壺や投げ矢、松脂といった消費アイテムの製作が可能になった。エレの教会にいるNPC「放浪商人カーレ」から「ツール鞄」というアイテムを購入することで機能が解放される。製作できるアイテムのラインナップは「製法書」というアイテムを獲得することで増えていく。

### 遺灰
本作は過去作に存在したサインによる他のプレイヤーやNPCの召喚だけでなく、アイテム「霊呼びの鈴」、「遺灰」をFPを消費して使用することで「遺灰」に対応したNPCを召喚し、共闘することができるようになった。また「遺灰」は、調霊師ローデリカに依頼することによって強化できる。

### 戦技の付け替え
「DARK SOULS III」からの追加要素であった武器ごとに設定されている特殊なモーションを繰り出すことのできる戦技システムは本作にも引き継がれており、それに加え、アイテム「戦灰」により、武器の種類による制限はあるものの戦技の付け替えが可能になっている。戦技には装備により優先度がある。左手武器<右手武器<盾となっており、二刀流では右手戦技しか使えない。盾戦技を装備中は武器戦技は使用できない。盾を使いながら武器戦技を使うには、盾に「戦技無し」の戦灰をつけなくてはならない。同様に左手戦技の使用は、右手を「戦技無し」の状態にする必要がある。使用可能な戦技は、常に一つということであり、それは画面上で表示されている。

## 登場人物

### 主要人物
主人公を取り巻く人物や、物語の重要人物。主人公の選択によってエンディングが変化する。
主人公
メリナいわく「霧の彼方」から来た存在。褪せ人の一人。
最初「王を待つ礼拝堂」にて目覚めるが、戦士だった事や戦い方を忘れてしまっていたため、突如襲撃してきた敵に敗北してしまう（勝つことも可能）。その後、倒れていたところをメリナに救われ、以降「学びの洞窟」にて徐々に戦う術を想起し、遂にエルデンリングを求め、エルデの王となるべく、狭間の地へ旅立つことになる。
尚、本来ならば褪せ人には巫女が付き従うものであるが、その巫女が「王を待つ礼拝堂」にて殺害されていたため、その代わりとしてメリナと契約し旅を共にする事になる。
最初、放浪騎士、剣士、勇者、盗賊、星見、預言者、侍、囚人、密使、素寒貧の１０種類から素性を選択することになり、初期ステータスや初期装備に多少の違いはあるが、ストーリーには反映されない（装備も途中で入手可能）。
また、タイプＡ、Ｂ（乳房が膨らんでいる）の２つの体型からどちらかを選択し、顔や髪なども自由に作成できる。尚、これらの外見的特徴は、円卓にて何度でも作成し直すことが可能で、さらに作成したキャラクターは最大１５人まで保存することができる。
メリナ
主人公と旅を共にする少女。霊体として行動している。
嘗て、黄金樹で母より授かったはずの使命と、焼け爛れてなお、自分が霊の身体で生き続けている理由を探すべく、黄金樹を目指している。
最初、「王を待つ礼拝堂」にて敵に敗北して（もしくは、勝つも崖から転落して）力尽きていた主人公を蘇生する。その後、狭間の地の祝福で休息している主人公の前に再び現われ「エルデンリングを求める旅に力を貸す代わりに、黄金樹のもとに連れて行って欲しい」と取引を持ちかけ、主人公と旅を共にすることになる。
尚、その後はルーンを力に変えて、主人公をレベルアップさせる（システム的にメリナと契約しないとレベルアップできない）、円卓に導くといったサポートのほか、特定の祝福では「女王マリカの言霊」を主人公に伝えてくれる。
そして「王都ローデイル」に到達すると自由の身となって主人公と一度別れるが、黄金樹の拒絶の刺が原因で内部に入れないことが分かると、自らの使命が何たるかを悟り、それを全うするために今度は雪深い巨人たちの山嶺の頂にある滅びの火まで連れて行って欲しいと頼んで、主人公と「巨人の火の釜」を共に目指すことになる。
その使命とは「自らを滅びの火の種火とし、黄金樹を焼くことで拒絶の刺を退け、主人公をエルデの王へと導いて、世界を修復する」こと。「巨人の火の釜」に到達すると、自ら種火となり黄金樹を焼いたあと、主人公に今までの事について感謝を述べ、そのまま消滅する。
尚、メリナ生存時に狂い火を受領すると敵対関係となり、エンディングの一部が変化する。
トレント
メリナが乗る霊馬。のちに主人公に譲渡され、狭間の地を旅する相棒となる。ほかのNPCと違い、主人公がどんな行動や選択肢を選んでも敵対したり、いなくなったりすることがない。しかし、戦闘中、ダメージを受けHPが0になると一時消滅するが「緋雫の聖杯瓶」を一回分消費するか、祝福で休息すると復活する。
ラニ
月の王女。デミゴッドの一人。
レナラとラダゴンの娘。神人だが、今は死のルーンの力で元の肉体を捨て、魂を人形に宿した状態で活動している。元の肉体はリエーニエの神受塔の頂上に捨てられており、また人形は彼女の秘密の師がモデルになっているという。
最初、エレの教会で「雪の魔女レナ」を名乗って主人公に接触し、この際に「霊呼びの鈴」を渡してそのまま去る。
その後、スリーシスターズの魔術塔で主人公と再会すると自らの目的のために主人公を配下に加えようとする（このときに配下となることを断るとイベントが進行しない）。
彼女の目的は「星の世紀」と呼ばれ、「律を狭間の地から遠ざけ、生命と魂は律と共にありつつも、それを感じる、信じる、又は触れることができない世界」を創造する事にあり、彼女は律と共に狭間の地を捨てようとしている。
そのため、ミケラやマレニアと同じく神人としてマリカを継ぐ次代の神の候補になったが、彼女はこれを拒み、その結果、二本指とは互いを呪う敵対関係になった。
最後までイベントを進めると、エルデンリングを修復する際に彼女を召喚することができ、この場合、彼女の伴侶となって、共に狭間の地から去ることになる。
金仮面卿
輝ける金仮面卿。黄金律原理主義の厳格なる探求者。
褪せ人に祝福が戻る事を予言した大学者。全く喋らないがコリンによれば僅かに動く指先が黄金律についての考察を綴っているらしい。
ただひたすらに黄金律を探求するため、狭間の地の各地を放浪しながら思索を続けるが、終盤に「ラダゴン」の名が導き出され、その原因と黄金律との繋がりが見えず、一時困惑するも主人公の協力により最後のピースを導き出す。
最後は「現黄金律の不完全は視座の揺らぎ、即ち心を持つ神にある」とし、これが律の瑕疵であったと結論づけた。
最後までイベントを進めると、「完全律の修復ルーン」を入手でき、エンディングが一部変化する。
フィア
死衾の乙女。高貴な人物が死んだとき、乙女を同衾させるという風習を持つ土地からやってきた褪せ人。貴人と共に棺に入れられたが祝福に導かれ、狭間の地に追放された。
最初から円卓におり、彼女に抱かれる事で「帳の恩寵」を得る事ができる。これはイベントが進行し、彼女がいなくなるまで、何度でも可能である。
あるとき、主人公に「蝕まれた短剣」をD（ダリアン）に渡すように頼み、実際に主人公がDにこの短剣を渡すと、そののち、Dを殺害し自身は円卓から逃亡する。
そののち、深き根の底で主人公と再会すると、実は「死に生きる者達を否定する黄金律」を不快に思っていることを明かし、さらには「黄金律原理主義者は乱暴」と蔑んだ。そして「死に生きる理を律の一部とする」ため、主人公にルーンを託して、自らはゴッドヴィンの子を身ごもろうとするが、最後はD（デヴィン）に兄の仇として殺される。
最後までイベントを進めると、「死王子の修復ルーン」を入手でき、エンディングが一部変化する。
糞喰い
忌まわしき糞喰い。呪われた忌み子の心を持つ死刑囚。
最初、円卓の奥の部屋に赤い霊体として出現する。本体は王都ローデイルの地下に幽閉されており「苗床の呪い」を所持していると「下水牢の鍵」をもらえ、地下に囚われた本体を狭間の地に解放することができる。
彼の目的は「律の全てを呪い、穢すことで、自分の穢れを穢れでなくす」ことで、呪いに祝福を与えんとしている。なお、彼に呪われ、穢された者は死んでも黄金樹に還れないとされ、永遠に呪われたままとなる。ゆえに、狭間の地では忌まわしきものとして認識されている。
最後までイベントを進めると「忌み呪いの修復ルーン」を入手でき、エンディングが一部変化する。

### 円卓
大祝福を取り巻く謎の異空間。嘗てはエルデの王を目指す褪せ人たちの組織だったが、今や目的意識の乏しい者達が集まるばかりとなっている。
ギデオン＝オーフニール
円卓では古株の褪せ人。通称「百智卿」。
嘗て、エルデの王に就く機会を得るがある理由で失敗してそれ以来、エルデの王になるための知識を集めている。
最初は主人公を居候呼ばわりするが、大ルーンを得て再び円卓を訪れると同志として歓迎してくれる。以降は長年に渡って収集したデミゴッドたちの素性や居場所についての情報を主人公に提供するようになり、逆に主人公が新たな情報を彼に提供するとその礼として秘術を授けてくれる。
しかしその一方、知識を得るためなら手段を選ばない節があり、実際にミケラの聖樹に至るための秘割符を得る為にしろがね村を壊滅させる、その秘割符を入手した主人公にエンシャを差し向けるなどの暴挙に出ることが多々ある。
終盤、黄金樹が焼かれると自らは円卓に残り、出来るだけ知識を吸収しておくと述べていたが、主人公がエルデの王となるべくエルデンリングの修復に向かうと突如主人公の行く手を阻み、これを阻止しようと敵対してくる。
エルデの王が誕生するということは即ち、知識を得る事の終わりを意味し、嘗てエルデの王座に就かなかったことや主人公の前に立ちはだかったのもこれを恐れた為だった。
エンシャ
ギデオンの忠実な側近。まったく喋ることがない。
主人公がしろがね村で秘割符を得た状態で円卓に戻ると、これを奪おうと突如敵対して襲いかかってくる。
ヒューグ
円卓に囚われた混種。鍛冶師。
武器強化、戦灰複製、アイテム売却を頼むことができる。
かつて、マリカより「神を殺す武器」を作るよう、使命を与えられたとのことだが、詳細は不明である。
序盤、円卓に来たローデリカに「調霊」の才があることを見出す。そして主人公から「彼女を預かってみないか」と提案され、初めは驚くも、のちに彼女に「調霊」の知識を施し、以降は彼女にとって恩師の様な存在になる。これはかつて自分を助けてくれた恩人が「調霊師」だったことが影響しているとのこと。
終盤、黄金樹が焼かれると自由の身になったものの頑なに武器を打つことをやめず、徐々に自分が壊れていくことを自覚しながらも、最後まで円卓に残ることを決意するが、最終的には主人公とローデリカを完全に忘れてしまう。
ローデリカ
リムグレイブの「嵐丘のボロ家」で出会う褪せ人。
自分とともに狭間の地にやってきて、自分のために戦ってくれた仲間たちがゴドリックの接ぎの犠牲になったことで戦うことに怖気づき、褪せ人としての目的を見失っていたところを、主人公によって円卓に連れて来られる。
その後、暫くは自分のすべきことを見出せないでいたが、ヒューグによって「調霊師」の才を見出され、以降は彼を師とし、主人公の持つ遺灰を強化してくれるようになる。
終盤、黄金樹が焼かれると、徐々に壊れていくヒューグを心配し、必死に円卓から連れ出そうとするも彼に拒まれてしまう。そして最後は、恩師である彼と円卓に残ることを決意し、主人公に彼の武器でマリカを殺害するよう託す。
コリン
黄金律を探求する聖職者の褪せ人。かつて、不吉な預言をしたことで迫害されるも、それを翻さなかったことにより祝福の導きがもたらされ、狭間の地にやってきた。
以降は、主人公を含め、円卓に来た褪せ人たちに二本指の祈祷を伝えており、その中からエルデの王が誕生した際はその者を補佐し、共に正しい律の修復と治世をなすことを目標としている。
だが金仮面卿が狭間の地に来ていることを知ると、円卓を離れ、彼の教えを乞いながらその探求の手伝いをしたいと考えていることを主人公に明かし、やがていなくなる。
その後、アルター高原にて主人公と再会するも、この時はまだ金仮面卿とは出会えておらず、主人公がその居場所を探し、伝えてあげると遂に金仮面卿と出会うことができ、彼の探求を記録する「記録者」となることができる。
しかし本来あるべき正しい黄金律の形を探求する金仮面卿に対しコリンは現在の黄金律は既に完全で疑う余地はないと考えており、金仮面卿が現在の黄金律の不完全を提唱し始めると、彼に対して不信感を抱くようになり、最終的に金仮面卿を「傲慢な誇大妄想を信じ、独りよがりな完全を為そうとする信仰破綻者」と蔑むまでになってしまう。
ディアロス
褪せ人の一人。ユーノ・ホスローという名の兄を持つ。
名門ホスロー家の出身だが、自他共に無能であるとされており、兄からも「口先ばかりの意気地のない弟」だと評価されている。それ故に兄と当主の座を争う事はなかった。
最初から円卓におり、この時は自らの従士であるラニアを探している。しかし、のちにラニアが遺体で発見されると復讐を誓い、その犯人が火山館であることが判明するが、そこから勧誘を受けたことに対して、自分が無能であると侮られていると感じさらに憤慨する。そして彼等を欺いて復讐するために敢えて勧誘にのり、火山館に潜入する。
しかし、火山館で「英雄の資質がある」と諭されたことであっさりとラニアの復讐を諦めてしまい、英雄となるべく火山館が示す「汚れた道」を行こうとするも結局そこでも何も成せず、最後は復讐を捨て、家名を汚したことを後悔しつつ自分が無能の痴れ者だと改めて認識した。
最終的には火山館から逃亡したが、壺村にて壺士としての才能が開花し無能な自分と向き合っていた。その後、壺村が密猟者に襲撃される事件が発生。壺達を守るために密猟者に対して健闘し致命傷を負いながらも退けることに成功する。最期は全員では無いものの壺を守り切ることが出来たことを主人公に知らされ、無能な自分でも壺達を守ることが出来たことに安堵し息絶える。尚、小壺からは「もっと強い人が良かった」と愚痴を言われていたが、内心では気に入られていたようで、彼の遺体（肉片）は小壺が戦士となるための糧となった。
D（ダリアン）
褪せ人の一人。死を狩る者。双子の弟がいる。
死の根を探し、死に生きる者（＝黄金律から外れた者）を狩るために活動する。嘗て、ロジェールとは同志だったが彼が死に生きる者に惑わされ「半屍」状態となってからは袂を分かっているとのこと。
最初は、呼び水の村のはずれにおり、のちに円卓に移動し主人公が死の根を持って訪れてくると、主人公を黄金律の同志だと歓迎し、彼の同志であるグラングを紹介する。
しかしのちに、主人公から「蝕まれた短剣」を受け取ると黄金律と敵対関係にあるフィアに殺害されてしまう。
ネフェリ・ルー
褪せ人の一人。戦士。ギデオンの養女。
蛮地の出身で、幼い頃、弱き者が蹂躙、略奪、殺戮される光景を日々目にしてきたことで、正義に対する理想が幼く純粋であり、この理想を叶えるために、義父・ギデオンをエルデの王に就かせるべく、彼に忠実に従っている。
最初、主人公とはストームヴィル城内の小部屋で出会い、そのままゴドリック戦で、協力者として共闘してくれる。
その後、一度円卓に戻り、自分はしろがね村に向かったがそこは既に蹂躙、虐殺を受けた後であり、その際、犯人にこの報いを受けさせる決意をするも、その黒幕こそ自らの義父であった事を知ると、次第に彼を信用できなくなり、遂には彼に見限られたことで、その純粋な性格が起因してひどくショックを受け、心が折れてしまう。
ここで主人公が「嵐鷹の古王」の遺灰を渡すと立ち直ってモーゴット戦でも共闘してくれ、最後はケネス・ハイトとゴストークを従えてリムグレイブの新たな王となる。
一方「セブルスの精薬」を渡すと、死亡して傀儡と化す。
魔術師ロジェール
ストームヴィル城にて出会うことになる魔術師。デミゴッド最初の死者、黄金のゴッドウィンが殺害された陰謀の夜について調べている。
ボス「忌み鬼、マルギット」前の通路には彼の召喚サインがあり、共闘することができる。
二本指（円卓）
狭間の地のあちこちにいる二本指、その数少ない生き残りで円卓の指導者。しかし彼の言葉は、褪せ人には理解できずエンヤが仲介する。
女王マリカとデミゴッド達を見放した大いなる意志の代弁者で、彼らを亡き者として新しい王を迎えるため褪せ人を導く。
しかし黄金樹に到達した主人公が、その黄金樹に拒絶されエルデの王に就けなかったという予想外の異常事態に判断ができなくなって前後不覚に陥る。
エンヤ
指読みのエンヤ。二本指の言葉を仲介する役目を持っており主人公をサポートする老婆。
二本指が大いなる意志と交信するために何万日かかるか分からないと判断し、王になるためならと原初の大罪とされる黄金樹を焼く行為にも目を瞑り、主人公の独断専行を認める。

### 主人公の周辺人物
主人公が旅の道中で出会う人々。中には主人公の選択で、その運命が変わる者もいる。
亜人のボック
最初、リムグレイブの祝福「アギール湖北」付近において魔術で木にされていたところを主人公に助けられる。
実は、母親が元「お針子」であり、裁縫道具を譲り受けていたが、同じ亜人仲間に奪われてしまっていた。主人公に助けられたあと、単独でそれを奪い返しに行くも返り討ちに遭い、そこを再度、主人公に助けられる。
その後、主人公の専属の「お針子」になることを決意し、以降は、「衣装の調整」を無料で依頼できるようになる。
なお、同じ亜人仲間から惨い扱いを受けていた為か、自分の醜い容姿に劣等感を抱いており、これに関連するイベントでの主人公の選択が、彼の運命を決める。
魔術師セレン
リムグレイブの「宿場跡」の地下で出会う魔術師の女性。かつて、レアルカリアの魔術学院を追放された異端の魔女。主人公とは師弟関係を結び、魔術を教えてくれる。
実は、この彼女は幻であり、本体は啜り泣きの半島にある「魔女封じの廃墟」に囚われている。そして彼女が学院を追放された理由は、禁忌である輝石魔術の源流を探求し、その過程で数多の魔術師を手にかけ、その体を奪って来たためであり、それゆえに学院史上「最悪の災厄」として、魔女狩りであるジェーレンに追われている。
源流の魔術師、アズールより魔術を授かった状態で彼女に話しかけると、輝石魔術の源流の復興のために力を貸して欲しいと頼まれ、そののち、最後までイベントを進めると最終的に、彼女に協力するか、または敵対するかの選択を迫られることになる。
血の指の狩人、ユラ
狭間の地で褪せ人を襲う「血の指」を狩っている褪せ人。特に「血の指」のなかで最も危険とされる「純紫の血指、エレオノーラ」を追っている。
また、竜の力についても詳しく、最初、リムグレブの祝福「湖を臨む古遺跡」付近で出会った際は、「竜の心臓」や「竜餐教会」について教えてくれる。
主人公は旅の道中、度々血の指と対峙することになるが、その都度、協力者として共闘してくれる。
そして、アルター高原において遂にエレオノーラに挑むも力及ばず、逆に殺害されてしまう。その際、主人公に自らの得物である「長牙」を託す。
そののち、シャブリリに体を乗っ取られることになる。
鉄拳のアレキサンダー
戦士の壺。壺村の出身。
豪放だが間抜けであり、事あるごとに道に迷ったり、穴に嵌まったりしている。ケイリッドで行われる戦祭りに参加することを目的としている。
そののち、主人公と共に戦祭りに参加するが、そこで何も出来なかった自分の非力を痛感し、鍛錬の旅に出る。
最後は戦士として、主人公に生死をかけた戦いを挑む。
領主の嫡男、ケネス・ハイト
リムグレイブの正統、領主の嫡男。ハイト砦の主。
最初は、血に狂った騎士長に自身の砦を奪われたとして、主人公に砦の奪還を依頼してくる。
そののち、騎士長を倒すと自らに仕えるよう提案するが、ハイト砦に帰還すると、わかり合えると思っていた亜人に砦を占拠されていたことに気を落とし、主人公に「仕える話はなかったことにして欲しい」と謝罪する。その際に、「黄金樹の元でも王がいない限りは酷い土地だ」と持論を述べ、ゴドリックではなく、リムグレイブの正統を託せる正しく、強き王を探すことを誓う。
最後までイベントを進めるとネフェリを自らが仕えるべき新たな「王」とし、彼女に仕えることになる。
城主エドガー
啜り泣きの半島の南端にあるモーン城の主。
ゴドリックの配下で、モーン城を任されていたが、下僕の混種たちに反乱を起こされ、城を奪われた挙げ句、愛娘のイレーナを何者かに殺害されてしまう。
それ以降、復讐者となって狭間の地を彷徨っており、後にリエーニエの「復讐者のボロ家」で主人公に敵対者として襲いかかってくる。
モーンのイレーナ
モーン城の主、エドガーの娘。盲目。
父に城を生きて脱出してほしいという思いを込めた手紙を主人公に託すが、そののち何者かに殺害されてしまう。
門衛ゴストーク
ストームヴィル城正門の門衛。
ゴドリックの家来であるが、彼を嫌っている様子であり、主人公が城内へ侵入するのを手引きしてくれる。彼の言うとおりに脇道から行くと、道中、部屋に閉じ込められたり、死亡した際、ルーンを盗まれる。
しかし、彼の忠告を無視して正面から侵入しようとすると大勢の敵から凄まじい攻撃を受ける事になる。
実は死体漁りの悪癖があり、道中、主人公の動向を見張るついでに城内中の死体を漁っている様子が見られる。
そののち、主人公がゴドリックを倒すとその死体を何度も踏みつけ、今までの恨みをぶつけている。
最後までイベントを進めるとネフェリに仕えており、一度自由を手にしたが自分にとっては無価値に等しく、加えて彼女はまだ醜い姿、醜い心とは無縁であることから、彼女の下僕になったことが明かされる。
灯を探すハイータ
彼方の灯を探す旅をする盲目の少女。
主人公の行く先々に現われ、「目の奥に彼方の灯を感じるため」に「シャブリリのブドウ」を要求してくる。
しかし途中「シャブリリのブドウ」が人の瞳である事実を主人公から聞かされると、一度気分を悪くし嘔吐するも、その直後、皆の瞳を集め「指の巫女」になると宣言する。
しかしその後、普通のブドウでは何も感じられなくなり、主人公に「焼けた指」に掴まれた者だけに生じるとされる指痕のブドウを要求してくる。このブドウを彼女に渡すと王都ローデイルの地下に移動し、ここで自らの目的および役目を、主人公に明かす。
実は、彼女の言う指とは「三本指」のことであり、目的は褪せ人を「狂い火」まで導き受領させ、罪や苦しみを全て焼き溶かす「混沌の王」を誕生させることであった。
魔術師トープス
イリス教会に座り込んでいる下級魔術師の男性。
元々はレアルカリア学院で輝石魔術を学んでいたものの、破砕戦争の際、学院が門を封印した時にたまたま外出していたがために、学院に戻れなくなってしまったという。
学院に戻るためには「輝石鍵」が必要だが、下級魔術師の自分が到底望めるものではないため、主人公に学院内から自分用にもう一個取ってきて欲しいと依頼する。
その後、主人公が「輝石鍵」を取ってくると学院に戻り、周囲から嘲笑され続けるも生涯をかけ探求してきた魔術を完成させ、力尽きる。尚、この魔術は新しい教室に値する大発見であった。
小壺
壺村の壺。外見から分かり難いがまだ子供らしい。
アレキサンダーを「おじちゃん」呼びするなど、彼とは、親しい間柄であり、また、自身も「戦士の壺」を名乗っており、いつか旅に出て英雄になりたいらしい。
また、ディアロスのことも慕っているが「もっと強い人が良かった」と主人公に愚痴をこぼしていた。
そののち壺村が密猟者に襲撃されると、ディアロスの遺体（肉片）を自らの糧とし、さらには「血潮で語る」というホスローのモットーも継承し、壺村を旅立つ。
グラング
獣の司祭、グラング。「死の根」を集めている謎の人物。全身が毛に覆われており、フードを目深に被っている。
主人公に「死の根」を集めるように依頼し、その報酬を約束する。死を狩る者、Dとは同志である。
D
死に見えた者、D（デヴィン）。「シーフラの水道橋」で出会うことになるが会話できる状態ではない。
双子の兄がいるという。
シャブリリ
血の指の狩人、ユラの死体に憑りついて、不吉な言動を繰り返す正体不明の存在。主人公に狂い火を求めるように提案する。
その正体はかつて讒言（ざんげん、事実を捻じ曲げ人を悪く言う事）の罰として人々に両目を潰された後、その目に狂い火の病を宿した最初の人物で歴史上もっとも憎悪されたとされる。

### デミゴッド
ゴッドウィン
デミゴッドの一人。異名は「黄金のゴッドウィン」。
マリカとゴッドフレイの子供。
かつて、「古竜戦役」にて古竜フォルサクスに打ち勝ち、友とした英雄であり、王都古竜信仰の先駆者である人物。
しかしそののち、ラニが画策した「陰謀の夜」において、死のルーンを宿す短刀を得物とする「黒き刃」によって、殺害され、デミゴッド最初の死者となった。
その遺体は王都地下深くの黄金樹の根元に埋葬されたが、実は「魂」のみ死んで「肉体」は生きており、その身体は醜く成長し続け、今では狭間の地の各地に広がっている。こうして「死に生きる」状態となったことで「死王子」と呼ばれるようになった。
なお、このことがきっかけでマリカは狂ったとされる。
ゴドリック
デミゴッドの一人。異名は「接ぎ木のゴドリック」。
マリカとゴッドフレイの子孫。ストームヴィル城の主。
しかしそれゆえに神の血は薄く、黄金の一族ではあるが、デミゴッドの中では最弱で、王都からは女に紛れて敗走、ラダーンに怯えて城に引き籠る、マレニアを侮って敗れ、その足指を舐めて服従を誓うなど、屈辱的な過去が多い。
それ以降、黄金樹の麓、故郷に帰る為の力を求めた結果、「接ぎ」を見出し、褪せ人たちの腕を自らに移植し続け、今のような夥しい数の腕が伸びた異形の姿となった。
ライカード
デミゴッドの一人。異名は「冒涜の君主、ライカード」。
レナラとラダゴンの子供。ゲルミア火山館の主。
かつて、ラダゴンがマリカの王配となった際、外戚としてデミゴッドになった。当初は、法務官として厳格な人物であったが、エルデンリングが砕けた際、黄金樹（神）が、エルデの王座を巡って自分たちが漁り争うよう、仕向けていることに憤り、背律の冒涜を侵してでも、尊厳の反旗を翻すことを決意、そして永遠に生き、成長し続けるために自らを大蛇に喰わせ、冒涜の道を歩み始めた。そのため、破砕戦争では、ライカード打倒のために敵が連合軍を組むほど敵視され、さらに自らの部下の離反もあったことで、熾烈な戦いが繰り広げられたという。
今では、黄金樹に反旗を翻し、神を喰らう力を手に入れるために、英雄たちを喰らい「家族」を増やし続けている。
なお、過去に陰謀の夜に関与した事実もあり、ラニからは実際に謝礼を貰い受けている。それは、黒き剣マリケスに挑むための切り札であったという。
ラダーン
デミゴッドの一人。異名は「星砕きのラダーン」。
レナラとラダゴンの子供。その昔、降る星に一人で挑み、これを砕き、星の運命（星と月と冷たい夜の律）を封じたという伝承を持つ人物。
かつて、ラダゴンがマリカの王配となった際、外戚としてデミゴッドになった。最も武勇に秀でたデミゴッドとして知られ、また、マレニアに比肩する実力者であることから将軍、赤獅子など数多くの勇名を持つ。その燃えるような赤髪を父ラダゴンから受け継いだ英雄の象徴として誇り、さらに身に纏う黄金獅子装備は、最初の王ゴッドフレイと宰相の獣セローシュに由来しているという。
また重力魔法の使い手でもあり、若い頃、相棒の痩せ馬とずっと共にあるために、サリアでそれを修めたという。
破砕戦争の際、マレニアとは相打ちとなるも彼女が放った腐敗の影響で正気を失い、今ではケイリッドの慟哭砂丘をただ一人、亡者同然に彷徨っている。
本編では戦祭りで主人公ら褪せ人達に討たれ、武人として最期を迎えたが、DLC『SHADOW OF THE ERDTREE』にて、ミケラの秘儀によって、モーグを魂の依り代として若かりし頃の姿で復活、約束の王、またミケラの王として再度、主人公の前に立ちはだかる（DLCのラスボス）。
モーゴット
デミゴッドの一人。異名は「忌み王、モーゴット」。
マリカとゴッドフレイの子供。モーグの双子の兄弟。
当初は、黄金の一族でありながら、呪われた忌み子として生まれたが故に、誰にも知られずに王都地下に捨てられ、幽閉されていた。その為、黄金樹からは愛されず、祝福も受けていなかったが、それでもなお、黄金の一族として、ただ黄金樹を愛し、その守人であろうとした。
実際、破砕戦争では、エルデの王座を狙い黄金樹に挑んだ英雄達を数多く葬っており、それは王たる野心を抱く者達すべての悪夢となったという。
実は「忌み鬼、マルギット」の正体でもあり、褪せ人達を「野心の火に焼かれる者」として強く敵視している。
本編ではストームヴィル城前、および王都外廓においてはマルギットとして、王都ローデイルにおいてはモーゴットとして３度、対峙することになる。
モーグ
デミゴッドの一人。異名は「血の君主、モーグ」。
マリカとゴッドフレイの子供。モーゴットの双子の兄弟。
モーゴット同様、呪われた忌み子として生まれたが故に、王都地下に幽閉されていたが、そこで「外なる神」である「真実の母」に見えたことでその呪われた血が炎となり、そして生まれついての穢れを愛するようになったという。
そののち、モーグウィン王朝を地下の古代遺跡に築いて、ミケラを神とし、自分はその伴侶となって王となるために彼を聖樹より拉致し、血の繭に囚えた。そして、ミケラが目覚めたそのときを王朝開闢の時とし、彼に血を与え続け血の閨を共にすることで、その瞬間を待ち続けている。
しかしDLC『SHADOW OF THE ERDTREE』において、実はミケラに魅了されていたことが判明し、さらにそれは彼が「影の地」へ至り、そこでモーグの遺体をラダーンの魂の依り代とするためだったことも明らかとなった。
つまり、ミケラに終始ただ利用されていただけであった。
ミケラ
デミゴッドの一人。異名は「聖樹のミケラ」。
マリカとラダゴンの子供。マレニアの双子の兄。
唯一人の神の子供である神人だが、その生は脆弱であり、自らは永遠に幼かった。人に愛するを強いる能力を持ち、それ故にあらゆる者から愛され、恐れられていたという。
幼い頃、黄金律原理主義はマレニアの宿痾（腐敗）に対し無力だと悟りこれを捨て、新たに外なる神の干渉を退け、名も無き者、弱き者をこそ祝福する、「無垢なる黄金」を樹立するべく、自らは聖樹に宿ろうとするも、その直後にモーグによって拉致され、今は王朝の繭に囚われている。
しかしDLC『SHADOW OF THE ERDTREE』において、そののち「影の地」へ向かったことが判明し、最終目的が自らの力ですべてを受け容れ、抱くことで「優しき理」を体現し、その世紀の神として君臨することであったことが明らかとなった。また、幼い頃に自分たちには無い強さと優しさを持つラダーンに王を見て、彼を自らの王とすべく彼にマレニアを破砕戦争の際に差し向け、さらにモーグを彼の魂の依り代とするために魅了していたことも明らかとなった。最後、「エニル・イリム」の「神の門」において秘儀を使い、自らの王としてラダーンを復活させ、そして旧律の王たる主人公を葬ろうと二人で立ちはだかる。
マレニア
デミゴッドの一人。異名は「ミケラの刃、マレニア」。
マリカとラダゴンの子供。ミケラの双子の妹。
唯一人の神の子供である神人だが、その生は脆弱であり、自らは身体に腐敗を宿していた。同じデミゴッドである、ラダーンに比肩する実力者で、過去、戦いにおいて一度も敗北したことがないとされている。
しかし、破砕戦争の際、ラダーンと相打ちになったことで瀕死状態となり、この際、腐敗を放ったことで彼は正気を失って亡者同然となり、さらに、ケイリッドの地が腐敗で覆われることになった。尚、当人は貴腐騎士フィンレイによって聖樹へと持ち帰られ、それ以降は聖樹に最下層にてミケラの帰還を待ち続けている。
なお、DLC『SHADOW OF THE ERDTREE』において、ミケラがラダーンを自らの王にする企てを知っていた事が示唆され、実際、破砕戦争のときに彼の耳元で「ミケラが約束の王を待っている」と囁いている。
メスメル
デミゴッドの一人。異名は「串刺し公、メスメル」。
DLC『SHADOW OF THE ERDTREE』にて登場する。
マリカの子供（父は不明）。しかし、その瞳のなかには、黄金樹では禁忌とされる「火」と「蛇」が宿っていたためマリカによってその瞳を封印の祝福に入れ替えられたが、それでもなお、影の地に隠された。
それ以降は、母の願いである粛清の聖戦（角人の虐殺）を自らの使命としていたが、実際はこれに名誉など感じてはおらず、ただ自分を恐怖の象徴とし、嘆き、呪詛、責めの標的とさせることで、敢行してきた。それ故、角人からは強い敵愾心を抱かれ、復讐の対象とされている。
一方、当人も自分の内に宿る「火」を憎んでいた様子で、幾度となくこれを潰し、消し去ろうとしたという。逆に、「有翼蛇」は常に友であったとされ、それはメスメル軍の特別なモチーフになっている。
実はラウフの古遺跡の「封印の木」を燃やすことができる種火をその内に秘めている、いわゆる「火の幻視」を宿す存在であり、メリナの兄であることが示唆されている。

### 女王マリカの周辺人物
狭間の地の神であるマリカの関係者。
破砕戦争の前に起こった陰謀の夜以来、マリカを含め、このデミゴッドたちは、姿を見せていない。
マリカ
永遠の女王。エルデンリングの宿主で幻視の器であり、「神」と呼ばれる存在。「巨人戦争」を経て黄金樹の時代を宣言し、死のルーンを封印した。
最初の夫はゴッドフレイだったが、彼を追放してラダゴンを二人目の夫に迎える。ミケラとマレニアの母親である。
信仰を深めるため黄金樹と二本指、大いなる意志の探求を行った。そして陰謀の夜、黄金のゴッドウィンが殺害された事を切っ掛けに狂ったとされる。
ラダゴン
レナラの夫であり、またマリカの二人目の夫。赤髪の英雄。ラダーン、ライカード、ラニ、ミケラ、マレニアの父親。
もともと赤毛ではなかったらしく、巨人たちの呪いだと信じている。第2次リエーニエ戦役でカーリアの女王、レナラと戦ったが恋に落ち、結ばれる。しかしマリカがゴッドフレイを追放するとレナラを捨て、二人目の夫となった。
圧倒的な力を持つ武人でありながら、レナラとマリカの下で祈祷と魔術を習得しており、完全たるを求めたとされる。
その正体は、謎が多く出自も良く分かっていない。王都ローデイルの石像にその秘密があるという。
エルデの獣
エルデンリングの持つ姿のひとつ。大いなる意志が狭間の地に送った眷属。
自らの宿主である幻視の器が害された時、この姿をとる。何者かに砕かれたためか、胸に大きな亀裂が走っている。
マリケス
黒き剣のマリケス。マリカの従者であり、「神々の死」と恐れられる狼と人間を合わせたような剣士、影従の獣。
マリカから死のルーンを管理するように命じられたが陰謀の夜に死のルーンが盗まれ、ゴッドウィンが殺害されたことに責任を感じている。
アレクトー
黒き刃の長。陰謀の夜に死のルーンを使い、ゴッドウィンを殺害した黒き刃の刺客たちの長。ティシーの母親。
マリカに近しい稀人であったといわれるが謎に包まれている。

### 黄金の一族
マリカとゴッドフレイの間に生まれたデミゴッドたち、あるいはその子孫と関係者。
ゴッドフレイ（ホーラ・ルー）
初代エルデの王である、筋骨隆々とした白髪の武人。ゴッドフレイという名はエルデの王としての名であり、一人の戦士に立ち戻った時にはホーラ・ルーを名乗っている。
黄金樹の敵を戦に次ぐ戦で次々と破り、巨人戦争でも勝利を収め黄金樹の時代を確立したが戦うべき相手がいなくなった時、その瞳は色褪せて戦士達と共に狭間の地を去った。
祝福を無くして褪せ人となってからは、長きに渡って狭間の地を離れていたが、褪せ人に祝福の導きが与えられたことで再び狭間の地に舞い戻ってきた。
セローシュ
宰相の獣。甲冑をまとったライオンのような動物で常にゴッドフレイの背に負われている相棒。
ゴッドフレイのシンボルともなっており、ラダーンが「赤獅子」と呼ばれるのもセローシュを背負うゴッドフレイに心奪われたことに由来する。
古竜フォルサクス
「古竜戦役」でゴッドウィンと戦い友誼を結んだ古竜。
陰謀の夜にゴッドウィンが殺されてより、彼の内側で死と戦い続けていた。

### カーリア王家
女王レナラを中心とする勢力。
レナラと離婚したラダゴンがマリカと結婚した時、外戚としてデミゴッドの地位を与えられた。
レナラ
カーリア王家の祖。異名は「満月の女王、レナラ」。
ラダゴンの前妻で、ラダーン、ライカード、ラニの母親。若い頃は、月の魔術で学院を魅了した卓越した英雄で、輝石の騎士達を率いて、カーリアを王家となした。
第2次リエーニエ戦役でラダゴンと戦い、恋に落ちて一度結ばれるも、マリカがゴッドフレイを追放した際に彼から見捨てられてしまう。この際、心を失くしたことで学院内でもレナラを英雄視する者はいなくなった。
ラダゴンと破局後、生まれ直しの魔術に固執する様になりレアルカリア学院の大書庫でラダゴンから贈られた琥珀のタマゴを抱きながら、脆弱・短命の不完全な子供達を沢山生み出し続けている。
彼女自身はデミゴッドではないが、彼女が抱いている琥珀のタマゴに大ルーンが宿っている。また彼女の撃破後に、「雫の幼生」を所持していると主人公のステータスを振り直すことができる「生まれ直し」を依頼できる。
ジェーレン
奇矯騎士ジェーレン。また赤獅子城の城主であり、異端の魔術師を狙う魔女狩りでもある。
腐敗に侵され、正気を失ってさまよい続けるラダーンに戦の果てに命を落とす武人として名誉ある死を飾るため、ラダーン祭りを催し、褪せ人たちを赤獅子城に集めている。
ピディ
カーリアの城館に置かれている召使い。住む者もいないカーリアの城館を守るため、傀儡の世話を命じられ、ずっとその仕事を続けらせられている。

### 火山館
黄金樹に反逆するライカードの勢力。
タニス
ライカードの妻。もとは旅の踊り子だった。
ライカードが冒涜の蛇に自らを食わせた時、彼の部下のほとんどが離脱してしまったが、その時に彼の傍に残った一人である。
ラーヤ
招き手ラーヤ。酷く姿勢の悪い少女で主人公を火山館に勧誘する。
その正体は、蛇人ゾラーヤスだが心根の優しい娘である。
ベルナール
主人公に戦技を教えてくれる戦士。戦士たちの生き様を語る戦灰を集めることを好む。
ライカードが倒されると一人、その目的を引き継いだ。
パッチ
フーテンのパッチ。リムグレイブで追い剥ぎ集団を率いているところで出会うことになる。
後に火山館に参加し、主人公に対して先輩として振る舞おうとする。

### モーグウィン王朝
血の君主モーグが地下深くの遺跡跡に開闢する新しい王朝。
ヴァレー
白面のヴァレー。慇懃無礼な中年男。
かつては円卓のメンバーだったようだが、現状を「残りカス」と呼び蔑む。また主人公に「二本指からは愛を感じない」と説き、モーグウィン王朝へ勧誘する。

### ラニの周辺人物
月の王女、ラニの関係者。
星の世紀と呼ばれる新しい時代に向かう方法を探っている。
ブライヴ
半狼ブライヴ。かつて二本指からラニに与えられた影従の獣。狼と人間を合わせた姿を持つ剣士。
本来であれば二本指に逆らったラニと敵対するはずだったが、高い忠誠心でその意志に逆らい、彼女と共にあることを選んだ。
ラニの命により、主人公とノクローンの謎を追っていたが、封牢に閉じ込められた後、最終的には二本指の意思に屈してしまう。それでも強靭な精神力と忠誠心で半ば正気を失いつつも、ラニに向けて放たれた刺客を悉く退けた。
イジー
軍師であり鍛冶師。ラニの相談役のような存在であり、幼い頃から見守って来たトロール。ラニが「星の世紀」に至るための方法を考えている。
二本指の意思はイジーをも犯そうとしているが、特殊な兜装備で拒んでいる。
魔術教授セルブス
カーリア王家に仕える魔術教授でラニの家臣のひとり。不遜な振る舞いが目立ち、人間を傀儡にして愛好するという奇特な趣味を隠し持つ人物。ラニの配下であるが、信頼されてはいない。
実は、ラニを傀儡にしようと企んでいる。
ダリウィル
猟犬騎士ダリウィル。ブライヴが探している裏切り者で、封牢に囚われていた。

### マレニアの周辺人物
エオニアの戦いでラダーンと引き分けてから、マレニアは姿を隠している。
ミリセント
エオニアの沼で主人公の世界に侵入し、襲い掛かって来る剣士。朱き腐敗に冒されている。
後に賢者ゴーリーの依頼を受けた主人公に腐敗を治療され、主人公の恩義に報いようとする。
次第に自らとマレニアの関係性に気付き、マレニアを探す。
ゴーリー
賢者ゴーリー。主人公にミリセントの腐敗を治療するように依頼する謎の老人。
意味深長な言葉を繰り返し、彼女の育ての親らしいが、直接姿を見せようとしない。
ミリセントの姉妹
長姉メアリー、次姉モーリーン、三姉エイミー、末妹ポリアンナの四人。
理由は不明ながら突如、ミリセントに襲い掛かって来る。
マレーマレー
日陰の城主でマレー家の当主。ちなみにマレー（Marais）は、沼地、湿地帯という意味である。
マレー家は、処刑人の一族であり、男子は、皆、病につかれるという。彼は、自分と同じく生まれながらの宿痾に苦しむマレニアに心惹かれていたらしい。

## 用語

### 律
支配体制（Order）、この場合は神が世界を律する力。主にエルデンリングに関連する。
ルーン
経験値と通貨の概念を併せ持つ。『DARK SOULS』シリーズにおけるソウルに相当する。
本作では、世界を律する力の一部という位置づけであり、特殊なルーンが存在する。
エルデンリング
現在、幻視の器である女王マリカが宿す巨大なルーン。かつて大いなる意志によって狭間の地に送られたとされる。
摂理のような力であり、他者の生命や流れる星すら支配できるといわれ、マリカは、この力で死を管理し、デミゴッドたちは、不死の存在になっている。
ただし、何者かに砕かれてからは、正常な機能を損ない、デミゴッドたちも不死ではなくなっている。
ラダゴンが修復を試みたが、破片が大ルーンとして狭間の地のあちこちに散らばったため、完全に修復できなくなっている。このため大ルーンを複数回収して黄金樹に入り、マリカに接触することが本作の目的となる。
大ルーン
エルデンリングの破片。大半がエルデンリングが砕かれた時、狭間の地に散らばり、デミゴッドたちが手にしたルーンで一際大きく、特別な力を宿す。
例外としてラダゴンがレナラに送った琥珀のタマゴに封じられた「産まれなき者の大ルーン」が存在する。
最低でも2つ入手することでエンディングに到達できる。
死のルーン
マリカの掲げる黄金律の持つ因果性、回帰性の性質を応用した力。すなわち生命から死を取り除くことにある。
かつて宵眼の女王の率いる神肌の使徒たちとの戦いでマリカは、死のルーンを封印し、マリケスに管理を任せた。
このため狭間の地の生命は、死ぬと黄金樹に帰る還樹という過程を踏む。しかしこの性質が壊れることで死に生きる者たちが生じた。
また陰謀の夜で盗まれ、ラニによってデミゴッドを殺す呪物を作るために利用された。
さらに主人公の手によって完全に解き放たれ、マリカ、黄金樹を含めて狭間の地の全ての生命は、不死性を失った。
修復ルーン
砕かれたエルデンリングを修復できる特別なルーン（律）。
特定のエンディングに必要なアイテムであり、死王子、忌み呪い、完全律の３つが存在する。
黄金律
イエス・キリストの黄金律とは無関係の作中用語。
現在、エルデンリングを所有する女王マリカの掲げる律（支配体制）。
大いなる意志、二本指、黄金樹を信仰の柱とし、因果性と回帰性を原理として不死や永遠の繁栄をテーマとしている。
巨人たちの持つ滅びの火、神肌などの敵対者の駆逐、そして死のルーンの封印などによって体現されていた。
ただし、マリカは、全ての敵を排除することを目的としていた訳ではなく、黄金律に属さない者は、傍流として存続を認められている。
かつてエルデンリングが正常に機能していた時代、亜人や混種、トロールなどと人間は、共存していたようである。
大いなる意志
狭間の地を遠くから見守る存在で、二本指たちと介して意志を伝えると考えられている。
何者かによってエルデンリングを砕かれた罪としてマリカを黄金樹の内に幽閉した。
エルデンリングが砕かれた後、デミゴッド達に大ルーンを用いて修復するように要請したが、大ルーンの力に溺れ、破砕戦争を引き起こしたデミゴッドたちを見限った。本作は見限った後に褪せ人たちにエルデンリングの修復を依頼し、エルデの王になることを望んでいるところから幕が上がる。
二本指
人の指のような姿をした生物。大いなる意志を代弁する存在であり、指の巫女を介して人々に言葉を伝える。
現在、狭間の地の各地にある神授塔やあちこちに死体があり、主人公が直接、会うことのできる生きている二本指は、円卓の二本指だけである。
他者の精神に干渉するような能力があるらしく、ラニの家臣たちは、二本指の影響を恐れている。
かつては三本指と共にあったが、大いなる意志により分かたれたと言う。
黄金樹
狭間の地、アルター高原の王都ローデイルにそびえる巨大な樹木。また各地に小黄金樹がある。
自らの根源であるエルデンリングが砕かれ、危機を感じて各地に種子を撒いている。
かつては、生命の坩堝である混沌に近い存在だった。
狭間の地の生命は、死ぬと還樹と呼ばれる過程を踏み、黄金樹の根に帰る。ただし、現在はそれが狂って、死に生きる者たちを生じている。
黄金律原理主義
聖性の力を理力によって引き出し、行使する祈祷、その学問。知力と信仰の双方を重視する。
かつて女王マリカが提唱し、祝福を強化する目的で始まった。これまでの信仰を「幼い日々」とし、ラダゴン、ミケラなどによって探求された。
特に死に生きる者たちに効果的だが、これが絶対悪を作り出す思想の体現だと金仮面卿は、考えた。
聖樹
聖樹のミケラが作り出した巨大な樹木。ミケラの血を受けた聖なる若木であり、新しい黄金樹、新しい律に関わるものと推察される。
名も無き者、弱き者こそミケラは、祝福する。しかしモーグにミケラが連れ去られ、放置されてる。
夜の律
暗月の魔女、ラニの掲げる新たな律。次の時代、「星の世紀」を支配する律である。
大いなる意志や二本指と敵対するラニの目的で、それは、全てを捨て、全てを裏切り、神と律を人々から遠ざけることだという。
このためラニがエルデンリングを宿す次の神となって人々から姿を隠し、孤独な道を歩むことを意味した。
忌み呪い
忌まわしき糞喰いが見出した律。全ての生命が呪われて生まれ変わり続けるという。
多くの人々を殺し、穢し続けた糞喰いが黄金樹さえも穢すという方法で達成する。
昏き者の律
死王子ゴッドウィンと死衾の乙女、フィアによって見出される律。死に生きる理を律の一部として組み込むこと。
生を回帰する黄金律に対し、死を回帰させるものですべての者が死に生きる者となる。
完全律
輝ける金仮面卿が見出した律。絶対に揺らぐことのない完全な視座をテーマとする。
黄金律の瑕疵は、感情を持つ揺らぎのある神マリカにあると考え、エルデンリングの宿主の自由意思を封じることで達成される。
狂い火の王
かつてシャブリリと三本指が見出した狂い火をエルデの王が宿し、世界を焼き尽くすこと。
それは、大いなる意志によって生み出されたことが苦しみの原因と捉え、生まれることを否定するものである。
生命が誕生する以前、すなわち混沌に戻り、これ以上、誰も生まれ変わらない、生まれることのない世界となる。
輝石の魔術
レアルカリア魔術学院で研究・教育がなされる魔術体系。狭間の地の外でも広く使用されているらしい。
かつては、黄金樹や生命を冒涜する異端として黄金樹と敵対した。
火
マリカが女王となって黄金樹の時代となると火は、禁忌の象徴となった。
黒炎、狂い火、滅びの火など特別な火だけではなく、聖職にある者、黄金樹に仕える者は、火そのものを禁忌としている。
しかし破砕戦争では、調香師たちによって火薬が用いられるようになった。

### 種族
狭間の地に生きる種族、あるいはグループ。
褪せ人
かつて狭間の地の最初の王、ゴッドフレイに率いられた王の戦士たち、その末裔。女王マリカによって遠い昔に祝福を奪われ、狭間の地から追放された。このため不吉な存在として忌み嫌われている。
マリカやデミゴッドたちが大いなる意志によって見捨てられたため、祝福の導きに従い狭間の地に戻ってくることになった。
神
狭間の地においては、エルデンリングを宿す幻視の器のことを指す。
現在は、マリカがこの地位についているものの、生まれた時から神だった訳ではない。
またマリカが最初の神ではなかったらしく神の遺体が存在する。
エルデの王
本ゲームの目的。現在は、王配ラダゴンがこの座にある。かつては、最初のエルデの王、ゴッドフレイがこの座にあったが追放されている。
デミゴッド
半神。女王マリカとエルデの王、ゴッドフレイあるいはラダゴンとの間に産まれた子供たち、もしくはその外戚にあたるカーリア王家の子。
エルデンリングが砕かれた時、その破片である大ルーンを手にし、互いにこれを奪い合う破砕戦争を引き起こした。
破砕戦争で多くが死に、円卓のメンバーに加わる条件に「デミゴッドを倒す」が挙げられていることから過去には、大勢いたと考えられる。
また霊廟と呼ばれるデミゴッドの墓がある。
神人
宵眼の女王、ラニ、ミケラ、マレニアなど、ごく少数の登場人物が該当するカテゴリー。
新たな律を掲げ、次の時代を作る資格を有する指に選ばれた神の後継者候補である。
影従の獣
神の従者たる特別な獣。人間と狼を合わせたような姿をしている。二本指が選んだ神人に贈られるとされる。
マリカの影従の獣、マリケス、ラニの影従の獣、ブライヴが登場しているがミケラとマレニアの影従の獣は、登場していない。
亜人
猿人を思わせる種族。小柄な者から巨大な個体まで見られる。
黄金律が正常に機能した時代は、人間と交流があったようだが今は、ただのモンスターとなっている。
衣類や武器を作る程度の技術や知能はあるらしい。またレアルカリア魔術学院との交流から魔術を扱う者もいる。
トロール
かつて巨人と共にあったが「巨人戦争」で巨人たちを裏切ってマリカとゴッドフレイに降った。
これが巨人たちの敗北に結びついたとされる。
混種
俗にいうキメラ。
混種に殺されると、混種に生まれ変わるという迷信がある。そのため蔑まれている。
かつて原初の黄金樹は、生命の坩堝であり、こういった混じり合った生物が誕生していたことが仄めかされている。
忌み子
角の生えた奇形の人間。
狭間の地では差別されており、王家に忌み子が生まれると王都の地下に捨てられ、ひっそりと墓が立てられた。
また、その存在を許すまいと、生まれた忌み子を殺して回る忌み潰しという習慣まで作られている。
猟犬騎士
猟犬としての訓練を積んだ騎士。執念深い追跡者（ハウンド）として知られる。
人語を介さず、各々が主を選んで使え、そして決して裏切らないという。
ラニ配下の猟犬騎士ダリウィルは、それでも二本指の干渉を受け、主を裏切っている。
しろがね人
人工的に作り出されたことが仄めかされる種族であり、蔑まれている。水銀のような体液をしている。
第1世代と第2世代がある。第1世代は足が一本しかなく、狼に乗って生活していたらしい。第2世代は潰れたカエルのような顔をしている。
神肌の使徒
かつて宵眼の女王に率いられた勢力。人間の皮を剥いで作った衣装をまとっている。
未だに狭間の地のあちこちで生き残りが活動しているが、目的は不明である。
祖霊の民
黄金樹の外、黄金律に属することを拒んだ生命たち。文明と金属を否定する角の民。
トナカイのような外見をしており、毛皮の衣服に棍棒と原始的な出で立ちだが強力な魔法を扱う。
祖霊信仰とは、死から芽吹く生、生から芽吹く命。死から力を得ることを教義としている。
敵や他のNPCを倒すことで自らのHPを回復するという能力を持っている。
マリカは敵対する者を滅ぼしたものの、祖霊信仰が律の外で傍流として生きることを容認している。
蟲人
マレニアの朱き腐敗から生まれたとされる異形の種族。人間の背丈を越える大きさのカマキリのような見た目をしている。
人間に劣らぬ高い知力を有し、独特の感性を持っているらしい。
蛇人
冒涜の蛇ゲルミアの火山館に関係する冒涜的な儀式で生じた種族。
壺
狭間の地のあちこちで見られる、壺に手足が生えたような姿をしている生物。
中には死体が詰まっているらしい。特に戦士の壺と呼ばれる者たちは、中に戦士の遺体を詰め、戦いを求める。
稀人
英語版ではNumenとされる。マリカや黒き刃の刺客たちがこの種族に該当し、全員が女である。
狭間の地の外部からやって来たことが仄めかされているが、その他は何も分からない。

### 組織・集団
主人公と戦う敵組織・集団。
坩堝の騎士
ゴッドフレイに仕えた16人の騎士。オルドビスとシルリアの2名を筆頭とする。
原初の黄金樹に近い力を宿し、翼、尻尾、角などを生やすことができるが、そのために蔑まれることになる。
ゴッドフレイが狭間の地から追放されてからは、各地に散らばってしまった。
ゴドリック兵
接ぎ木のゴドリックの配下。都落ちの敗残兵。
かつて王都からゴドリックと共にリムグレイブに落ち延びて来た軍勢で、大半が失地騎士と流刑兵で構成されている。
また彼らの主同様、接ぎ木によって手足を接ぎ足された接ぎ木の貴公子も見える。
黄金樹の恵みが失われ、蔓延した死と呪いによって狂ってしまっているが、今もゴドリックの住まう城とその周囲を守っている。
レアルカリア魔術学院
湖のリエーニエを支配する強大な勢力であり、魔術の学術機関。
単なる学術機関という概念に収まらず、学院の長はリエーニエの支配者となっている。
かつて輝石の研究は黄金樹を冒涜するものとして王都ローデイルと敵対したが、ラダゴンとレナラの結婚を機に和解している。
ただし、源流、産まれ直しなど生命を冒涜する研究は、次第に禁忌とされるようになった。
輝石の魔術を修めた者は、その証として人面の被り物をする。
カッコウの騎士団
レアルカリア魔術学院の配下となる騎士団。しかし彼らは学院の忠実な僕ではなかった。
生まれ直しや源流等の禁忌を犯したカーリア王家に反旗を翻し、レナラを大書庫に幽閉し、その居城へと侵攻したが強力な魔術の前に悉く退けられている。リエーニエの実質的な支配権を掌握している。
赤獅子の軍団
将軍ラダーン配下の軍勢。
そのすべてが手練れとされる勇兵たち。エオニアの戦いで赤い腐敗がケイリッドを冒してからは、既に帰る場所はないとその紋章をはぎ取って自らも腐敗に侵され、正気を失いながらも腐敗が広がらないように火を放って焼き払い、戦い続けている。
貴腐騎士団
ミケラの刃、マレニア配下の軍勢。
狭間の地、最強を自負し、彼らの主君同様、不敗を誇る。しかしまた同時に主の腐敗によって全身を冒されている。
ローデイル騎士
忌み王モーゴット配下の軍勢。黄金樹の守護者たらんとし、その証として戦いではまず盾を構え守りの戦を行った。
そのため守りを重視する戦法を採る。かつて起きた陰謀の夜の再来を恐れており、目に見えぬ存在を見るための松明等を生み出して備えている。
調香師
かつては王都ローデイルに伝わる技術だったが、破砕戦争で調香師たちが従軍し、広く知られることとなった。本来は聖職の癒し手であったが、毒や黄金樹に仕える者は、触れてはならない火さえ扱うようになってしまった。
また、一部は堕落し、壺の密猟者と結んで悪事を働いている。
放浪の民
かつて大商隊として繁栄した。しかし異教の嫌疑を受け、王都の地下に生き埋めにされてしまう。この悲劇を恨んで、彼らは狂い火の病を呼び、自ら病人となった。
各地で商人として活動している者たちは、同じ一族だが攻撃しない限り敵対せず、主人公達褪せ人を相手に商いをしてアイテムを販売している。
聖樹騎士
無垢なる黄金、聖樹のミケラ配下の軍勢。
主の帰りを待って聖樹を守る役目を担っている。

### 歴史・社会
ストーリーに関係する伝承。
狭間の地
霧の海の先にあるという本ゲームの舞台。
褪せ人たちの故郷であり、祝福に導かれ、主人公もこの地にやって来た。
戦争
狭間の地では数々の戦いがあった。それらは各地にある剣の碑に記されている。
ただし、年代などが記載されていないため、それらが何時起こったのかは断片的な情報から類推するしかない。
「巨人戦争」は、マリカとゴッドフレイが巨人たちを滅ぼし、滅びの火を封じた最も古い時期の戦いだと推察できる。
「ゴッドフレイ最後の戦い」のあと、ゴッドフレイが追放され、ラダゴンが二人目のエルデの王に就いた。
「ローデイル防衛戦」、「黄金のゴドリック、屈辱の戦」は、破砕戦争の初期～中期に起こり、「エオニアの戦い」でラダーンとマレニアが最後に戦った。
滅びの火
巨人たち、火の時代の遺物。黄金樹を焼く方法で主人公がエンディングに到達する手段となる。
ただしマリカによって封印されており、この力を解き放つには火種が必要となる。この火種の役割を果たせるのは、メリナと狂い火の2つであることが明らかになっている。
狭間の地のあちこちにいる火の監視者たちは、この火に近づく者を妨害する勤めを負っている。
宵眼の女王
神人の一人で黒炎の力を持つ。かつてマリカと敵対し、神肌を率いたがマリケスに滅ぼされた。
神肌との戦いが死のルーンを封印する切っ掛けとなったらしく、デミゴッドたちは不死の存在になっていた。
狂い火の病
狭間の地の歴史でもっとも憎悪された男、シャブリリが見出した。
後に放浪の民が異教の嫌疑を受け、王都の地下に生き埋めにされた時、世を呪いこの病を呪詛で呼び起こしてしまう。

## 評価

### メディアレビュー
レビュー集積サイトMetacriticにて、本作のPlayStation 5版が96、Xbox Series X版が96、PC版が94を記録し、いずれも極めて高いメタスコアとなった。

### 受賞
- CEDEC AWARDS 2022（いずれも開発チームに対して）[15]
  - ゲームデザイン部門 / 最優秀賞（ソウルシリーズとオープンワールドが融合した高度なゲームデザイン）
  - ビジュアルアーツ部門 / 最優秀賞（一瞬たりとも退屈を感じさせず、現代のゲームにおいて満点に値する作品）

このほか、本作ディレクターの宮崎英高が特別賞を受賞。
- 日本ゲーム大賞 2022: 年間作品部門 大賞[16][17][18]
このほか、本作ディレクターの宮崎英高が経済産業大臣賞を受賞。
- Golden Joystick Awards 2022[19]
  - Ultimate Game of the Year Award
  - Best Multiplayer Game
  - Best Visual Design
  - Critics' Choice
- 価格.comプロダクトアワード2022: ゲーム部門 プレイステーション5（PS5） ソフト 金賞[20]
- IGN JAPANゲーム・オブ・ザ・イヤー2022
  - ベストゲームTOP 10: 1位[21]
  - ビジュアル賞[22]
  - ワールドビルディング賞[22]
- The Game Awards 2022[23]
  - Game of the Year
  - Best Game Direction
  - Best Role Playing
  - Best Art Direction
- ネット流行語100 2022: トップ20単語賞 13位
- ファミ通 超流行りゲー大賞2022: 1位[24]
- 第58回 ネビュラ賞（2023年）ゲームライティング部門で宮崎英高、ジョージ・R・R・マーティンが最優秀賞を受賞[25]

## 漫画

### ELDEN RING 黄金樹への道
KADOKAWAのwebコミック配信サイト「カドコミ（旧・ComicWalker）」内の「COMIC Hu」にて2022年9月4日に発表され連載している漫画作品。作画は飛田ニキイチ、原作はフロム・ソフトウェア。主人公の褪せ人“褪夫（あせお）”がリムグレイブへ放り出され、謎の少女メリナや祝福の導きに従い、黄金樹を目指すギャグ漫画。
- 飛田ニキイチ 原作 ELDEN RING（株式会社フロム・ソフトウェア）『ELDEN RING 黄金樹への道』KADOKAWA 〈ヒューコミックス〉、既刊9巻（2025年7月4日現在）
  1. 2022年12月2日発売[27]、ISBN 978-4-04-681983-3
  2. 2023年3月3日発売[28]、ISBN 978-4-04-682161-4
  3. 2023年7月4日発売[29]、ISBN 978-4-04-682509-4
  4. 2023年12月4日発売[30]、ISBN 978-4-04-683112-5
  5. 2024年3月4日発売[31]、ISBN 978-4-04-683443-0
  6. 2024年7月4日発売[32]、ISBN 978-4-04-683731-8
  7. 2024年12月4日発売[33]、ISBN 978-4-04-684178-0
  8. 2025年3月3日発売[34]、ISBN 978-4-04-684474-3
  9. 2025年7月4日発売[35]、ISBN 978-4-04-684913-7

### ELDEN RING Become Lord
KADOKAWAのwebコミック配信サイト「カドコミ」内の「グローバルコミック」にてフルカラータテスクコミックとして2024年3月29日に発表され同年12月20日まで連載された漫画作品。作画は手撃拳、原作はELDEN RING（フロム・ソフトウェア）、脚本は21ｇ、企画・編集は角川青羽。
- 手撃拳（漫画）・ELDEN RING（原作）・脚本（21g）・企画・編集（角川青羽） 『ELDEN RING Become Lord』 KADOKAWA、全2巻
  1. 2024年6月18日発売[37]、ISBN 978-4-04-683309-9
  2. 2025年1月30日発売[38]、ISBN 978-4-04-684176-6

### ELDEN RING 遠き狭間の物語
KADOKAWAのwebコミック配信サイト「カドコミ」内の「COMIC Hu」にて2024年7月4日に発表され連載している漫画作品。作画は春壱、原作はフロム・ソフトウェア。世界観を大胆にアレンジしたほのぼのコメディ漫画として、ゲームに登場するNPCたちが狭間の地で繰り広げたかもしれない「もしも」を描くオムニバス短編集となっている。
- 春壱 / 原作：ELDEN RING（株式会社フロム・ソフトウェア）『ELDEN RING 遠き狭間の物語』KADOKAWA 〈ヒューコミックス〉、既刊1巻（2025年3月3日現在）
  1. 2025年3月3日発売[41]、ISBN 978-4-04-684583-2